# Коряцьке нагір'я
Коряцьке нагір'я (рос. Корякское нагорье) — гірський хребет у Чукотському автономному окрузі та Камчатському краї, Росія. Це другий за величиною гірський хребет у всьому Сибіру. Найвища точка хребта — гора Ледяна (2562 м), розташована на хребті Укелаят, у центральній частині нагір'я.

## Географічне розташування
З південного сходу Коряцьке нагір'я омивається Беринговим морем, де є незначний шельф; неподалік від берега глибина сягає 3000 м і більше. На північ від мису Наварін до Корякії примикає великий шельф, глибина моря тут не перевищує 30-40 м. На південному заході район омивається водами мілководної Пенжинської затоки Охотського моря, на північному сході — також мілководною Анадирською затокою. На північному заході Корякське нагір'я обмежує Пенжинсько-Анадирська низовина, на півночі — річка Анадир.

## Рельєф
Коряцьке нагір'я складається з коротких хребтів, пасм і кряжів середньої висоти. Основна гірська система орієнтована переважно з північного сходу на південний захід і тягнеться на 880—1200 км при ширині від 80 до 270 км із загальною площею понад 500 000 км². Висота коливається від 600 до 1800 м (найвища точка в центральній частині 2453 м — гора Ледяна).
Осьова частина Коряцького хребта має типовий альпотипний рельєф, вершини — досить гострі з виходами скель і розвитком осипів. Гірські схили, в більшості своїй, — урвисті (30-70°) і увігнуті, що показує переважання обвально-осипових процесів.
Основні хребти: Ветвейський (висота до 1443 м); Пахачинський (до 1715 м); Пилгінський (до 1355 м), що вдається в море півостровом Говена; Олюторський (до 1558 м), що утворює Олюторський півострів і має продовження у Беринговому морі підводним хребтом Ширшова; Непрохідний (до 1450 м); Укелаят; Койверланський (до 1062 м); Південно-Майнський (до 1265 м), що впирається в Майнське плоскогір'я (плато Парханой).

## Льодовики
Станом на 2001 рік, на Коряцькому нагір'ї зафіксовано 1451 льодовиків загальною площею 303,5 км². Більшість орієнтовані на північ, північний схід і північний захід. Найбільші: льодовик Сніговий (довжина — 2,9 км, площа — 4,8 км²) на Снігововому хребті і льодовик Складний (4,1 км, 4,4 км²). Близько половини льодовиків мають площу менше 0,1 км², велика частина яких — карові. Є сильна тенденція до їх танення. Всі льодовики Коряцького нагір'я дають стік в річки, що впадають в Берингове море.

## Гідромережа
В горах Корякії беруть початок найбільші річки регіону Майн, Велика, Вивєнка, Ачайваям, Апука, Пахача. У верхів'ях всіх гірських річок утворюються велика кількість криги, довжина яких іноді перевищує 1-2 км (частіше — до 600 м), при цьому всі вони розташовані на ділянках, що знаходяться нижче припливів. Утворення криги викликає деформацію річища — в результаті воно розбивається на кілька водотіків, блукаючих по налідному полю. Його краями нерідко відбувається руйнування нижньої частини схилів.

## Клімат
Клімат в районі нагір'я — приокеаничний холодний. Літо — прохолодне, з затяжними дощами і туманами; можливі снігопади. Взимку — сильні вітри при відносно невеликих морозах. Річна кількість опадів: на південно-східному схилі — понад 700 мм, на північно-західному — 400 мм.
Сніг не тане протягом року на висотах понад 1400 м на північних схилах і 1980 м — на південних. Ущелини північної і північно-західної частини заповнені щільним снігом аж до серпня.
Повсюдно поширена вічна мерзлота. Потужність багаторічномерзлих порід досягає 100—300 м і більше на ділянках зі здуваємим сніговим покривом. В заплавах великих річок і під великими озерами іноді зустрічаються наскрізні талики.

## Корисні копалини
В Коряцький горах відкриті родовища корінного (Аметистове) і розсипного золота, кам'яного і бурого вугілля (Берінговське і Корфське), сірки; знайдені рудопрояви, срібла, олова, ртуті, міді, поліметалів, молібдену, пов'язаних з крейдовими, палеогеновими і неогеновими гранітоїдами і неогеновими ефузивними і субвулканічними породами. Також виявлені прояви нафтогазоносності.

## Флора
Найбільше поширення набули гірські тундри і гірські пустелі, в долинах переважає трав'янисто-чагарничкова тундра. На північних схилах нагір'я до висоти 200 м і на південних до 400 м поширений кедровий сланець. Уздовж водотоку річок іноді зустрічаються заплавні ліси з тополею, Chosenia і чагарниками.